# Perisama humboldtii
Perisama humboldtii är en fjärilsart som beskrevs av Guérin-meneville 1844. Perisama humboldtii ingår i släktet Perisama och familjen praktfjärilar. Inga underarter finns listade i Catalogue of Life.

## Bildgalleri

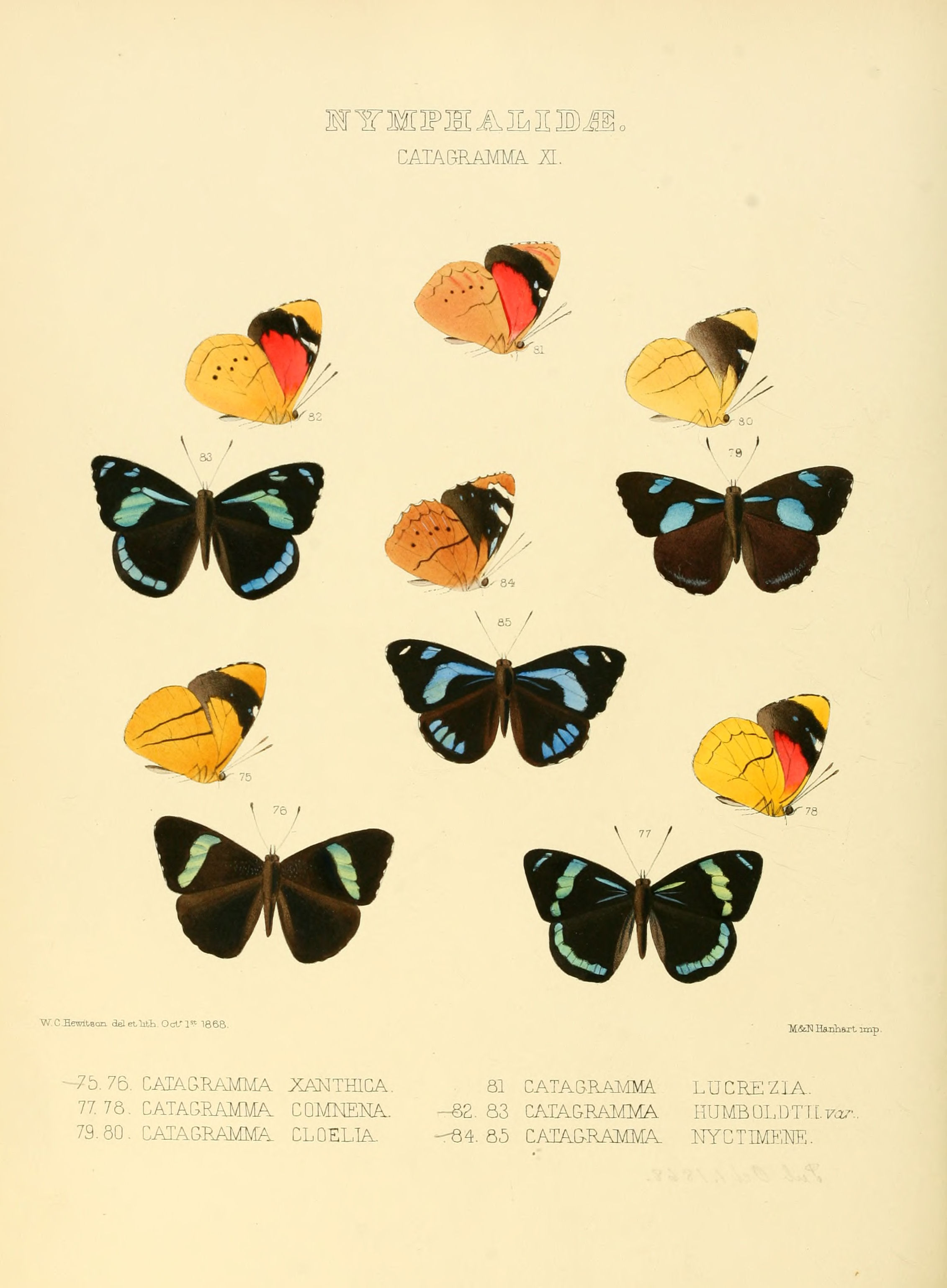